# Ой!
Ой! (на английски: Oi!) е музика на работническата класа, поджанр на пънк рока.
Възниква в Англия през 70-те години на XX век. Слуша се от скинари и футболни фенове.
Примери за български ой! банди са: „Момчета с кубинки“, „ТВУ“, „ДДТ“, „Срам и позор“, „Бранникъ“, „Гордост“.